# Isosaari (ö i Finland, Norra Österbotten, Oulunkaari, lat 65,30, long 27,24)
Isosaari är en ö i Finland. Den ligger i sjön Jongunjärvi och i kommunen Pudasjärvi i den ekonomiska regionen  Oulunkaari  och landskapet Norra Österbotten, i den centrala delen av landet, 600 km norr om huvudstaden Helsingfors. Öns area är 38,1 hektar och dess största längd är 0,9 kilometer i nord-sydlig riktning.